# Modena Football Club 1989-1990
Questa voce raccoglie le informazioni riguardanti il Modena Football Club nelle competizioni ufficiali della stagione 1989-1990.

## Stagione
Nella stagione 1989-90 il Modena ha disputato il girone A della Serie C1, con 48 punti ha vinto il campionato ed è stato promosso in Serie B, accompagnato dalla Lucchese che si è piazzata al secondo posto con 47 punti.
Il campionato dei "Canarini" ha fatto registrare appena 9 reti subite durante l'intero girone (di cui 2 subite nelle 17 partite casalinghe).

## Divise e sponsor
| Casa | Trasferta |

## Rosa
| N. |                   | Ruolo | Calciatore           |
| -- | ----------------- | ----- | -------------------- |
|    | Italia (bandiera) | P     | Marco Ballotta       |
|    | Italia (bandiera) | C     | Andrea Bergamo       |
|    | Italia (bandiera) | A     | Enio Bonaldi         |
|    | Italia (bandiera) | C     | Giovanni Bosi        |
|    | Italia (bandiera) | A     | Marco Calonaci       |
|    | Italia (bandiera) | C     | Franco Colomba       |
|    | Italia (bandiera) | D     | Giandomenico Costi   |
|    | Italia (bandiera) | D     | Andrea Cuicchi       |
|    | Italia (bandiera) | A     | Federico Francini    |
|    | Italia (bandiera) | A     | Ferdinando Gasparini |

| N. |                   | Ruolo | Calciatore        |
| -- | ----------------- | ----- | ----------------- |
|    | Italia (bandiera) | D     | Daniele Marsan    |
|    | Italia (bandiera) | C     | Walter Mazzarri   |
|    | Italia (bandiera) | A     | Claudio Nitti     |
|    | Italia (bandiera) | C     | Rinaldo Piraccini |
|    | Italia (bandiera) | D     | Gianluca Presicci |
|    | Italia (bandiera) | D     | Stefano Torrisi   |
|    | Italia (bandiera) | P     | Giovanni Vecchini |
|    | Italia (bandiera) | C     | Claudio Venturi   |
|    | Italia (bandiera) | D     | Roberto Vivarelli |
|    | Italia (bandiera) | A     | Lamberto Zauli    |

## Risultati

### Serie C1

#### Girone di andata
| 17 settembre 1989 1ª giornata | Trento | 0 – 0 | Modena |  |

| 24 settembre 1989 2ª giornata | Modena | 0 – 0 | Mantova |  |

| 1º ottobre 1989 3ª giornata | Chievo | 0 – 1 | Modena |  |

| 8 ottobre 1989 4ª giornata | Modena | 5 – 0 | Alessandria |  |

| 15 ottobre 1989 5ª giornata | Carpi | 1 – 1 | Modena |  |

| 22 ottobre 1989 6ª giornata | Modena | 4 – 0 | Arezzo |  |

| 29 ottobre 1989 7ª giornata | Carrarese | 0 – 0 | Modena |  |

| 5 novembre 1989 8ª giornata | Modena | 1 – 0 | Prato |  |

| 12 novembre 1989 9ª giornata | Modena | 0 – 0 | Lucchese |  |

| 19 novembre 1989 10ª giornata | Spezia | 0 – 0 | Modena |  |

| 26 novembre 1989 11ª giornata | Venezia | 2 – 0 | Modena |  |

| 3 dicembre 1989 12ª giornata | Modena | 1 – 0 | Piacenza |  |

| 10 dicembre 1989 13ª giornata | Empoli | 0 – 1 | Modena |  |

| 17 dicembre 1989 14ª giornata | Modena | 2 – 0 | Montevarchi |  |

| 30 dicembre 1989 15ª giornata | Derthona | 3 – 1 | Modena |  |

| 7 gennaio 1990 16ª giornata | Lanerossi Vicenza | 0 – 2 | Modena |  |

| 14 gennaio 1990 17ª giornata | Modena | 2 – 0 | Casale |  |

#### Girone di ritorno
| 28 gennaio 1990 18ª giornata | Modena | 2 – 0 | Trento |  |

| 4 febbraio 1990 19ª giornata | Mantova | 0 – 0 | Modena |  |

| 11 febbraio 1990 20ª giornata | Modena | 2 – 0 | Chievo |  |

| 18 febbraio 1990 21ª giornata | Alessandria | 0 – 0 | Modena |  |

| 4 marzo 1990 22ª giornata | Modena | 1 – 0 | Carpi |  |

| 11 marzo 1990 23ª giornata | Arezzo | 0 – 0 | Modena |  |

| 18 marzo 1990 24ª giornata | Modena | 1 – 0 | Carrarese |  |

| 25 marzo 1990 25ª giornata | Prato | 0 – 0 | Modena |  |

| 1º aprile 1990 26ª giornata | Lucchese | 1 – 0 | Modena |  |

| 8 aprile 1990 27ª giornata | Modena | 0 – 0 | Spezia |  |

| 14 aprile 1990 28ª giornata | Modena | 1 – 0 | Venezia |  |

| 29 aprile 1990 29ª giornata | Piacenza | 0 – 1 | Modena |  |

| 6 maggio 1990 30ª giornata | Modena | 3 – 1 | Empoli |  |

| 13 maggio 1990 31ª giornata | Montevarchi | 0 – 2 | Modena |  |

| 20 maggio 1990 32ª giornata | Modena | 2 – 0 | Derthona |  |

| 27 maggio 1990 33ª giornata | Modena | 0 – 1 | Lanerossi Vicenza |  |

| 3 giugno 1990 34ª giornata | Casale | 0 – 0 | Modena |  |